# Loiron
Loiron est une ancienne commune française, située dans le département de la Mayenne en région Pays de la Loire, devenue, le 1er janvier 2016, une commune déléguée de la commune nouvelle de Loiron-Ruillé.
Elle est peuplée de 1 801 habitants.
La commune fait partie de la province historique du Maine, et se situe dans le Bas-Maine.

## Géographie

### Géographie physique

#### Géologie
Daniel Œhlert indique pour la description de la géologie sur Loiron au début du XXe siècle: Au sud du bourg, schistes précambriens que suivent, en se dirigeant vers le Nord, des schistes et des grès ordoviciens et gothlandiens formant des bandes Ouest-Nord-Ouest Est-Sud-Eset. Les schistes et quartzites gothlandiens et gédinniens, avec pointements de diabase (Les Vallonnières, la Roudière), occupent tout le reste de la commune, à part une bande de grès à O. Monnieri qui contourne Saint-Isle, en enserrant le synclinal carbonifère de Saint-Berthevin. Cette bande vient du Nord-Est, s'avance jusqu'à la Henrière (153), revenant ensuite sur elle-même pour constituer les hauteurs de l'Aulne. A signaler également, au Nord-Ouest de la Lande-Euchère, des dépôts du Culm, en contact, par transgression, avec les assises siluriennes. ..

#### Territoire
Il s'agit d'un territoire allongé du Nord au Sud, traversé de l'Est à l'Ouest par la route de Paris en Bretagne qui suit une ligne de hauteurs (155, 163, 173 m.) divisant les bassins du Vicoin et de l'Oudon. Les vallées de ces deux rivières s'abaissent à 100 et 110 m. Le bourg est situé sur le versant Sud (126 m.), coupé autrefois par le chemin Gravelais (1514) et par celui de Laval au Pertre (1456), est à 1.000 m. Sud de la route nationale. On cite à Loiron : le grand chemin de Loiron à la Gravelle, et le chemin de Laval au Pertre, 1456. Le premier est dit aussi le chemin Gravelais, 1514.
Le procureur fiscal procède contre les riverains des chemins de la Chapelle-du-Chêne à Loiron, de Loiron à la Brulatte, de Loiron à Cossé, pour les obliger à réparer ces chemins vis-à-vis de leurs propriétés. Les habitants demandent un secours à l'intendant pour réparer la grande route dans la traverse de Loiron ; ils ne peuvent, sans un atelier de charité, faire celle de leur bourg. 
La superficie est cadastrée en 1831 par M. Becquet et comporte 2 292 hectares. Miroménil indique en 1696 que Les trois quarts sont en bonnes terres et prés, un quart en bois et landes, 9 métairies.. On compte 17 métairies, 150 bordages, 60 maisons sans terres de production en 1789. La production à la même époque comporte: seigle, avoine, sarrasin. Le sol est aquatique, écrivent en leurs plaintes les paroissiens par la main de Pierre Tourenlore dans le cahier de doléances ne fournissant en tous temps qu'une très modique récolte. 'Le lin, sur lequel ils fondent leurs espérances, a manqué totalement depuis longtemps. Les pasquages sont très mègres ; les foins d'une mauvaise qualité, les bestiaux de la plus petite espèce.

### Communes limitrophes
| La Brûlatte         | Le Genest-Saint-Isle             | Le Genest-Saint-Isle |
| Ruillé-le-Gravelais | Loiron                           | Saint-Berthevin      |
| Ruillé-le-Gravelais | Montjean (par un angle), Ahuillé | Ahuillé              |

## Toponymie
Le nom de la localité est attesté sous les formes Lerron au XIe siècle et Loirrun en 1110. Le toponyme serait issu de l'anthroponyme latin Lucrio.
Le gentilé est Loironnais.

## Histoire

### Antiquité
La trace la plus ancienne est le châtelier du XIe siècle. L'Abbé Angot indique qu'il n'y a pas de présence de noms anciens, sauf celui du bourg, dans cette région qui est restée longtemps forestière.
L'église est confirmée à l'Abbaye de Marmoutier par Hildebert de Lavardin au profit sans doute du prieuré de Saint-Martin de Laval.

### Moyen Âge
Les paroissiens prennent des lettres de sauvegarde de la garnison anglaise de Mayenne en 1433. 

### XVIIIesiècle
Une émeute arrive le 2 décembre 1710, contre les huissiers et sergents qui venaient arrêter les collecteurs. Le 5 juillet 1778, il y a un orage et une grêle grosse comme des œufs de poule et même d'oye.

### Révolution française

#### 1789
Le cahier de 1789 s'en prend aux religieux de l'Abbaye de Clermont, couchés sur la molesse et sous des lambris dorés, et aux curés dont les honoraires sont augmentés de plus d'un tiers par le nouveau rituel. Il y a refus de payer la dîme des pailles en 1790. 

#### 1790
Le 24 juillet 1790, lors du vendredi-fou, les hommes armés courent au-devant des brigands à la Brulatte, à Ruillé, à la Gravelle.

#### 1792
L'esprit religieux et royaliste de la population de Loiron se manifeste. Le curé constitutionnel se plaint qu'on le traite d'apostat ; les hommes refusent de se former en garde nationale. 
Le mouvement insurrectionnel se dessine à Loiron dès l'origine de la Convention nationale : le 15 août 1792, à l'occasion du recrutement. Le 15 août 1792, tous les jeunes gens réunis pour la conscription déclarent au commissaire François Hubert qu'ils ne consentiront jamais à servir contre le roi et les prêtres. La garde nationale de la Gravelle arrive sur ces entrefaites, tue un paysan d'un coup de feu. Un détachement vient de Laval ; le recrutement se fait tant bien que mal et l'on arrête quelques émeutiers.

#### 1793
A la levée de 300 000 hommes en 1793, malgré l'intervention de la garde nationale de la Gravelle. On arrête quelques déserteurs, mais la majorité est en fuite et échappe. L'adjudant-général demande des troupes à Laval pour disperser et détruire les Chouans de Loiron, Saint-Ouen, Bourgon.. Grâce aux officiers cantonaux et au détachement qui occupent le bourg depuis le mois d'août 1793, les républicains croient tenir Loiron, mais la population, au rapport de Guillaume Philibert Duhesme, était contre eux. Les Chouans dominent alors tout le pays et se livrent, dans le bourg même, à de cruelles représailles contre leurs dénonciateurs. Les officiers municipaux n'osent plus remplir leurs fonctions. 
Quelques-uns de ceux qui suivent l'Armée catholique et royale de Vendée sont condamnés à mort par la Commission militaire révolutionnaire du département de la Mayenne.

#### 1794
On perce de meurtrières les murs de l'église, on fortifie le cimetière en avril 1794, pour le détachement déjà installé en décembre 1793. Malgré le cantonnement ainsi retranché dans le bourg sous les ordres du citoyen Trouvé, 78 habitants, le juge de paix compris, sont réfugiés à Laval (3 décembre 1794), et, en 1795, Dhommeau-Larmenier était nommé pour remplacer, lui seul, toutes les municipalités du canton, avec résidence à la Gravelle.

#### 1795
Dans la nuit du 7 au 8 mars 1795, une troupe de 80 Chouans pénètre dans le bourg, pille les maisons des Républicains et fusille Jean Fourmond ; 500 hommes font une nouvelle irruption le 28 avril 1795 en plein jour. Dhommeau-Larmenier peut se faire accompagner de la force armée dans l'exercice de ses fonctions (12 juin 1795). Guinoiseau, commandant en second du bataillon de Loiron, servait de guide pour les cantonnements du canton (24 octobre).
La pacification est donc acceptée comme une délivrance. Les alarmes furent aussi vives en 1798-1799.

#### 1798
Le 22 septembre 1798, le commissaire, le juge de paix, l'adjoint et leur secrétaire, seuls membres de l'administration cantonale. Ils brûlent publiquement l'arbre de la liberté. La garde nationale, la seule du canton, refuse de prêter serment. Le même jour, les Chouans attaquent les mégissiers de Craon qui venaient au marché de Loiron, mais sur l'ordre de leur chef ils ne leur font aucun mal. Ils envoient des sommations aux acquéreurs nationaux pour les faire contribuer (13 novembre). Dans tout le canton, écrit le commissaire Gareau, tous sont bons royalistes et bons fanatiques et voudraient la république au diable, à la réserve de deux douzaines (23 décembre). 

#### 1799
Lors de la troisième guerre de Vendée, le 11 novembre 1799, trois à quatre cents royalistes viennent faire des réquisitions. Une bande de 200 royalistes, conduits par Julien Reillon, d'Olivet, fait des recrues à Loiron (15 août 1799). Le juge de paix se retire à Laval. Une petite bande de Chouans occupe le bourg sans inquiétude (22 septembre). Le commissaire se plaint des agents du canton qui ne veulent même pas correspondre avec lui (1er décembre). Ils sont contre-révolutionnaires, mais il est impossible d'en trouver d'autres.

#### 1800
A la pacification, 15 Chouans et Leclerc, laboureur, leur chef, sont rentrés à Loiron. Mais au mois de septembre 1800, on motive encore la demande d'une brigade de gendarmerie, sur la présence dans le pays de gens inconnus et de déserteurs qui se retirent surtout au château de Montjean.

### XIXesiècle
Le 15 avril 1848, il y a des rixes à l'occasion de la plantation de l'arbre de la Liberté. En janvier 1871, le 16e corps d'armée de la Loire et le 17e corps d'armée de la Loire sont postés sur la grand'route de Bretagne, au-dessus du bourg.

### XXIesiècle
Au 1er janvier 2016, la commune fusionnera avec la commune voisine de Ruillé-le-Gravelais, pour former la commune nouvelle de Loiron-Ruillé.

## Héraldique
| Armes de Loiron | Les armes de la commune de Loiron se blasonnent ainsi : D'azur au chevron d'or, accompagné en chef de deux étoiles et en pointe d'un chêne englanté d'or, à la bordure de gueules chargée de six écus d'or 3, 2, 1. |

## Politique et administration

### Administration municipale
| Période      | Période      | Identité                       | Étiquette | Qualité        |
| ------------ | ------------ | ------------------------------ | --------- | -------------- |
| 1791         | 1791         | Garreau                        |           |                |
|              | 1792         | Gastineau                      |           |                |
|              | 1792         | François Moueste               |           |                |
| 1795         | 1796         | Garreau                        |           |                |
|              |              | Duchesnay fils                 |           |                |
| 1798         | 1798         | Lepont                         |           |                |
|              |              | Julien Hairain                 |           |                |
| 1801         |              | Jacques Dhommeau               |           | Propriétaire   |
| 1803         | 1813         | François Paillard-Houisière    |           |                |
|              | 1813         | Pierre-Jacques Gasseau         |           |                |
|              | 1816         | François Guinoiseau            |           |                |
| 1816         | 1824         | Julien Garreau                 |           |                |
|              | 1824         | Larue                          |           |                |
| 1827         | 1830         | Denuault                       |           |                |
| 1833         | 1840         | Julien Lemonnier du Housseau   |           |                |
| 1840         | 1846         | Jean Paumard                   |           |                |
|              | 1850         | Lemonnier                      |           |                |
| 1858         | 1865         | Charles Dulaurent              |           | Proproétaire   |
| 1865         | 1870         | Amand Davost                   |           |                |
|              | 1872         | Jean-Baptiste-Alfred Pommerais |           |                |
|              | 1969         | Edmond Ramé                    |           | Médecin        |
| (avant 1983) | (après 1983) | P. Bouillet                    |           |                |
| (avant 1986) | mars 2014    | Roland Bindel                  | SE        | Médecin        |
| mars 2014    | En cours     | Bernard Bourgeais              | SE        | Cadre bancaire |

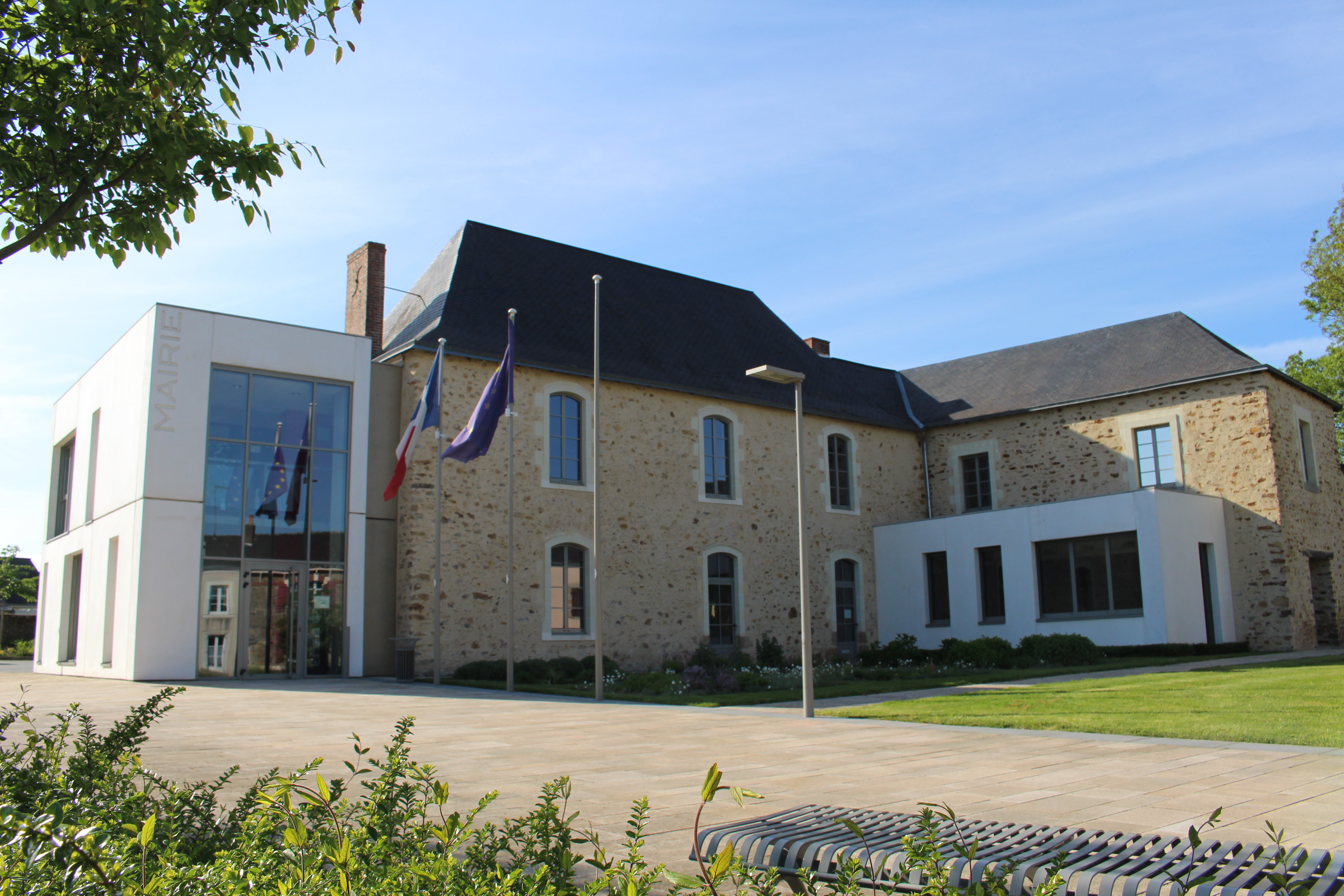
La mairie.

Le conseil municipal est composé de quinze membres dont le maire et quatre adjoints.

## Démographie
En 2021, la commune comptait 1 801 habitants. Depuis 2004, les enquêtes de recensement dans les communes de moins de 10 000 habitants ont lieu tous les cinq ans (en 2006, 2011, 2016, etc. pour Loiron) et les chiffres de population municipale légale des autres années sont des estimations.
| 1793  | 1800  | 1806  | 1821  | 1831  | 1836  | 1841  | 1846  | 1851  |
| ----- | ----- | ----- | ----- | ----- | ----- | ----- | ----- | ----- |
| 1 293 | 1 352 | 1 157 | 1 258 | 1 376 | 1 177 | 1 289 | 1 306 | 1 323 |

| 1856  | 1861  | 1866  | 1872  | 1876  | 1881  | 1886  | 1891  | 1896  |
| ----- | ----- | ----- | ----- | ----- | ----- | ----- | ----- | ----- |
| 1 231 | 1 200 | 1 151 | 1 102 | 1 142 | 1 051 | 1 085 | 1 056 | 1 036 |

| 1901  | 1906  | 1911  | 1921 | 1926 | 1931 | 1936 | 1946 | 1954 |
| ----- | ----- | ----- | ---- | ---- | ---- | ---- | ---- | ---- |
| 1 003 | 1 013 | 1 052 | 848  | 873  | 844  | 802  | 870  | 823  |

| 1962 | 1968 | 1975 | 1982  | 1990  | 1999  | 2006  | 2011  | 2016  |
| ---- | ---- | ---- | ----- | ----- | ----- | ----- | ----- | ----- |
| 822  | 782  | 965  | 1 236 | 1 240 | 1 273 | 1 449 | 1 494 | 1 677 |

| 2019  | - | - | - | - | - | - | - | - |
| ----- | - | - | - | - | - | - | - | - |
| 1 740 | - | - | - | - | - | - | - | - |

## Lieux et monuments
La commune de Loiron est coupée en deux par la ligne LGV Bretagne-Pays de la Loire. On y trouve aussi :
- Église Saint-Gervais-et-Saint-Protais, du XIe siècle, restaurée au XIXe.
- Chapelle de la Charbonnerie.
- Châtelier de Loiron
- Maison de la Forge, XVe siècle avec une porte ogivale, fenêtre grillée, et une accolade au linteau d'une fenêtre.

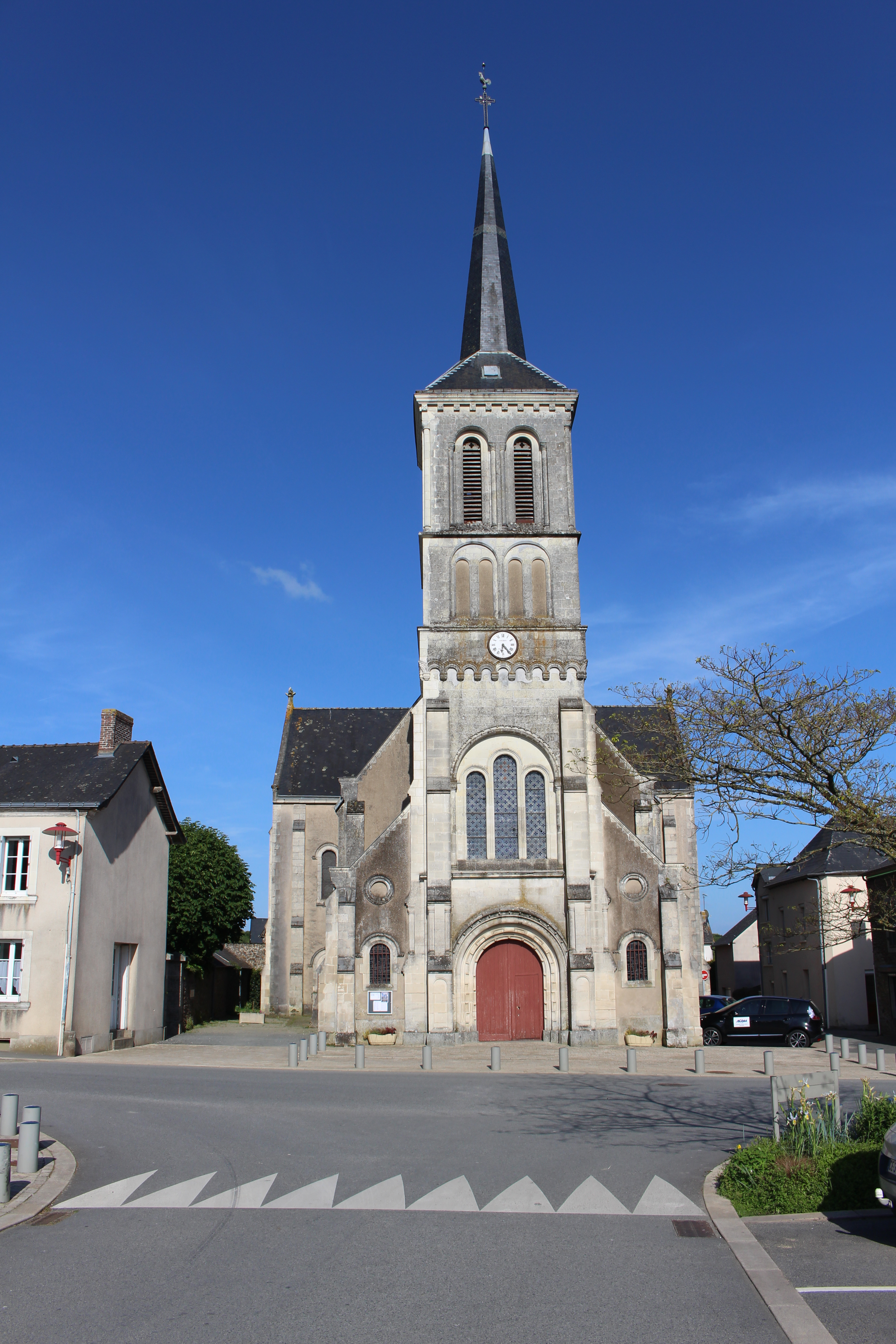
Église Saint-Gervais-et-Saint-Protais.
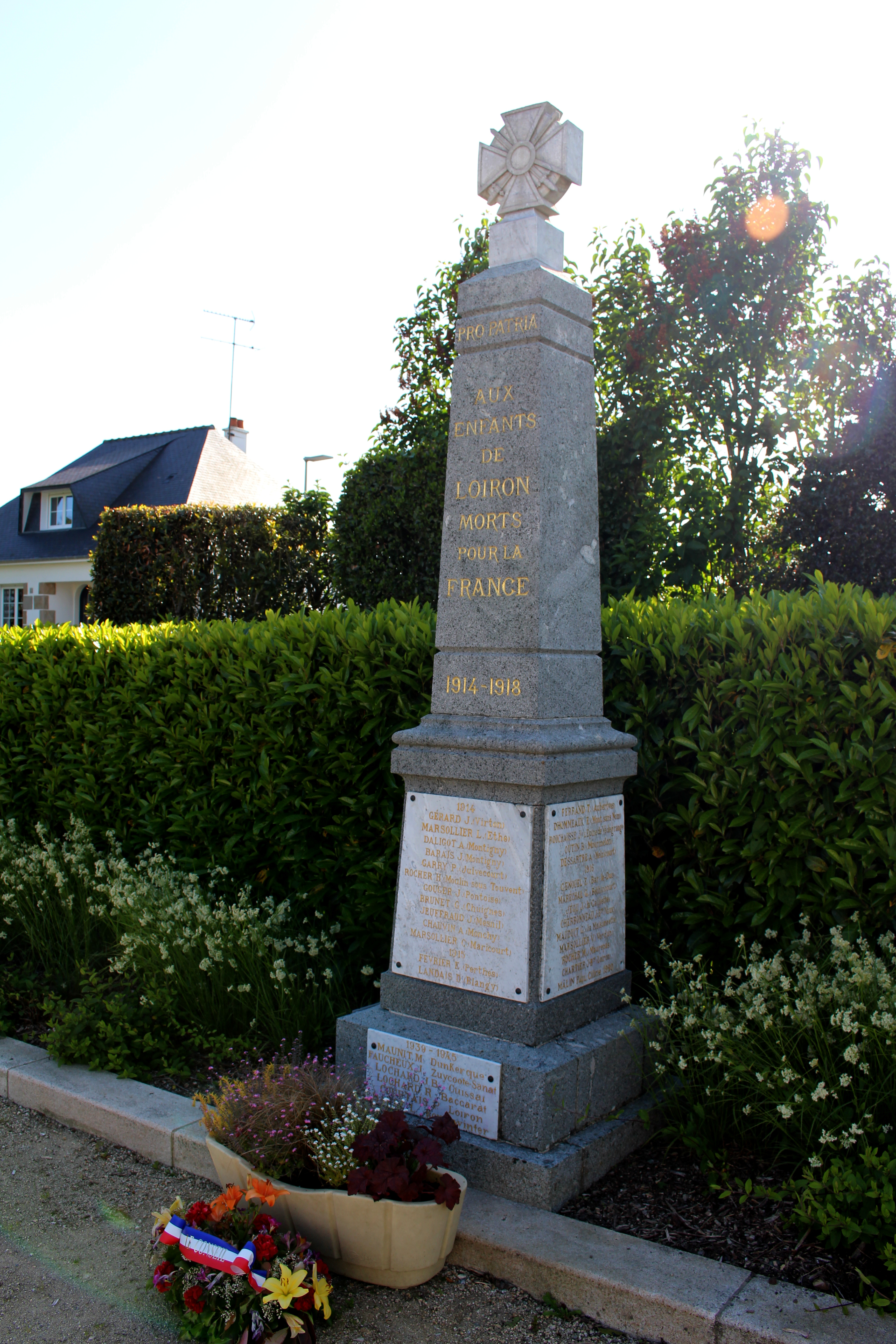
Monument aux morts.

## Activité, labels et manifestations

### Jumelages
- Meine (Allemagne) depuis 1990.
- Papenteich (Samtgemeinde) (Allemagne) depuis 1991.

### Labels
La commune est une ville fleurie (deux fleurs) au concours des villes et villages fleuris.

### Sports
Le Football Club Ruillé-Loiron fait évoluer une équipe de football en ligue du Maine et deux autres équipes en divisions de district.

## Personnalités liées à la commune
- Xavier de Gaulle (1887-1955), ingénieur civil des Mines, percepteur à Loiron de septembre 1937 à 1939. Sa fille Jacqueline y décède de la typhoïde en octobre 1938.
- Groupe Loiron-La Gravelle